# Malterbank
Die Malterbank, auch als Malterbock bezeichnet, war ein Maß für Holz, das für Hüttenwerke im Harz als Brennmaterial gedacht war. Es wurde nach Malter geschlagen, vermessen und in sogenannte Malter aufgesetzt und als Malterholz bezeichnet. Das Holz wurde gemaltert oder aufgemaltert. Es ist nicht mit dem Klafterholz gleichzusetzen.
Der Begriff leitet sich von der Aufstellweise ab. Zwei längliche Schwellen wurden mit zwei zweifüßigen Riegeln vereint. Auf den Schwellenenden stellte man je senkrecht zwei Ständer mit einer Länge von 32 Zoll. Der Abstand betrug 5 Fuß oder 60 Zoll. Dieser Rahmen fasste 2 Malter in der Länge. Die Ständerhöhe von 32 Zoll teilte man in vier Achtel von unten rechnend. Das erste ¼ oder 16 Zoll, dann ⅜ oder 24 Zoll und letztlich das vierte obere Achtel wieder in eine Hälfte mit zweimal 4 Zoll. Das Umreißen solcher Malterböcke oder Waashaufen, wie diese auch bezeichnet wurden, stand unter Strafe.
- 1 Malterbock = 4 Fuß lang, breit und hoch

Das Malterholz war sehr unterschiedlich und im Thüringer Wald bei der Holzkohlenmeilerei rechnete man
- 1 Malterholz = 2 Ellen hoch und lang, 3 Malter auf einer Klafter[4]